# Иннокентий (Гизель)
Инноке́нтий Ги́зель (нем. Innozenz Giesel; ок. 1600, Кёнигсберг? — 18 (28) ноября 1683, Киев) — архимандрит Киево-Печерской лавры (с 1656), ректор Киево-Братской коллегии. Историк, богослов, философ, политический и православный церковный деятель Речи Посполитой и Русского государства.

## Биография
Иннокентий Гизель был родом из Восточной Пруссии и относился к социнианской церкви. Начальное образование получил, по всей видимости, в Пруссии.
В молодости, приехав в Киев и поселившись здесь, принял православие и постригся в монахи. В 1642 году окончил Киево-Могилянскую коллегию.
Пётр Могила, видя в нём талантливого человека, послал его для окончания образования за границу, вероятно, в Англию. Также Гизель прошёл курсы обучения по истории, богословию и юриспруденции в Львовской иезуитской коллегии. Возвратившись в Киев, Гизель встал на страже православной церкви ввиду грозившей ей опасности со стороны иезуитов и униатов. С 1645 года стал игуменом нескольких православных монастырей. В 1647 году Пётр Могила завещал Иннокентию Гизелю титул «благодетеля и попечителя киевских школ» и поручил надзор за Киево-Могилянской коллегией. В 1648 году Гизель занял пост ректора этого учебно-просветительского учреждения. Архимандритом Киево-Печерской лавры он стал в 1656 году.
Гизель неоднократно награждался царём Алексеем Михайловичем и пользовался его уважением за преданность православию и Русскому царству. Особенно полюбил Гизель малорусский народ, привязавшись к нему всею душой. Чтобы не расстаться с ним, отказывался не раз от предлагаемых ему высших должностей. Известен своей литературной и издательской деятельностью (см. «Киевский синопсис», «Киево-Печерский патерик» и др.), в которых выступал за единство «православнороссийского народа» и обосновывал преемственность царей московских от великих князей киевских. В XVIII веке «Синопсис» был самым распространённым историческим сочинением в России и стал важной вехой в формировании малороссийской идентичности и концепции триединого русского народа. В основу «Синопсиса» Иннокентия Гизеля, вышедшего в 1674 году, легла идея славянского происхождения варягов, которую почерпнул М. В. Ломоносов, выводивший своих «варягов-славян» из Юго-Восточной Прибалтики.

## Взгляды
Гизель придерживался мнения, что Бог, пребывая везде, причастен к каждой сущности и именно это сталкивает его с материальным миром. Гизель отрицал наличие в небе субстанциональных изменений и доказывал однородность земной и небесной материй. Он утверждал, что движение — это любые изменения, происходящие в материальном мире, в частности в обществе, и показывал таким образом движение с качественной, а не механистической стороны. В 1645—1647 годах читал курс «Сочинение о всей философии» (Opus totius philosophiae) в Киевском коллегиуме, что оказало заметное влияние на академическую традицию конца XVII — начала XVIII веков.